# Wander Piroli
Wander Piroli (Belo Horizonte, 1931 — Belo Horizonte, 3 de junho de 2006) foi um escritor e jornalista brasileiro.  Escreveu contos, crônicas e livros infanto-juvenis. 

## Biografia
Pirolli nasceu e cresceu no bairro da Lagoinha, local frequente em sua obra. Cursou direito pela Universidade Federal de Minas Gerais  e chegou a trabalhar como advogado, abandonando a profissão pelo jornalismo. Trabalhou como repórter para veículos como Binômio, Estado de Minas, Suplemento Literário, Última Hora e O Sol. Foi um dos fundadores do jornal Hoje em Dia.
Participou de concursos literários em Belo Horizonte, ganhando fama ao vencer um deles em 1951 com o conto "O Troco".  Publicou seu primeiro livro, A Mãe e o Filho da Mãe, em 1966. Em seus contos, Pirolli trata de pessoas comuns, marginalizadas de Belo Horizonte, como operários, prostitutas e malandros; temática pela qual foi comparado com João Antônio. Também ficou conhecido por seus livros infantis, como O menino e o pinto do menino, de 1975, e Os rios morrem de sede, de 1976.
Ganhou, em 1977, o Prêmio Jabuti, na categoria 'Literatura Infantil', pela obra Os rios morrem de sede.
Publicou sete livros em vida, deixando dezoito livros inéditos após sua morte, em 2006.

## Publicações
- 1966 — A mãe e o filho da mãe;

- 1975 — O menino e o pinto do menino;
- 1976 — Os rios morrem de sede;
- 1977 — Macacos me mordam;
- 1980 — A máquina de fazer amor;
- 1984 — Minha bela putana;
- 1998 — Nem filho educa pai;
- 2004 — Lagoinha (Coleção BH — A cidade de cada um);

- 2006 — É proibido comer a grama;

- 2006 — Eles estão aí fora;

- 2007 — Para pegar bagre de dia é preciso sujar a água;
- 2008 — O Matador;
- 2009 — Os dois irmãos;
- 2014 — Três menos um é igual a sete.